# 亀有警察署
亀有警察署（かめありけいさつしょ）は、警視庁が管轄する警察署の一つである。第七方面本部所属。
葛飾区の北側を管轄している。
署員数およそ380名、識別章所属表示はTE。車両の対空表示は「亀」。

## 所在地
- 東京都葛飾区新宿四丁目22番19号
  - 最寄駅：東日本旅客鉄道常磐緩行線金町駅および京成金町線京成金町駅

## 施設
- 代用監獄（留置場）

## 管轄区域
葛飾区のうち、以下の町丁を管轄。特記のないものはその町丁の全域を管轄。
- 金町地域
  - 柴又一・二・三・四・五・六・七丁目
  - 金町浄水場
  - 金町一・二・三・四・五・六丁目
  - 東金町一・二・三・四・五・六・七・八丁目
- 水元地域
  - 水元公園
  - 東水元一・二・三・四・五・六丁目
  - 水元一・二・三・四・五丁目
  - 西水元一・二・三・四・五・六丁目
  - 南水元一・二・三・四丁目
- 新宿地域
  - 新宿一・二・三・四・五・六丁目
  - 高砂六・七・八丁目（高砂一・二・三・四・五丁目は葛飾警察署の管轄）
- 亀青地域
  - 青戸二丁目（1から3・7番を除く）、三丁目の一部（1から19番）、四・五・六・七・八丁目（青戸二丁目1から3・7番と、前記以外の青戸三丁目は葛飾警察署の管轄）
  - 白鳥一・二・三・四丁目
  - 亀有一・二・三・四・五丁目
  - 西亀有一・二・三・四丁目
- 南綾瀬地域
  - お花茶屋一・二・三丁目
  - 東堀切一・二・三丁目
  - 堀切五・六・七・八丁目（堀切一・二・三・四丁目は葛飾警察署の管轄）
  - 小菅一・二・三・四丁目

## 沿革
- 1923年（大正12年）10月20日：寺島警察署亀有分署設置。
- 1926年（大正15年）6月25日：亀有警察署に昇格。
- 1933年（昭和8年）9月12日：葛飾警察署に改称。
- 1946年（昭和21年）3月15日：本田警察署（現・葛飾警察署）分離設置に伴い、亀有警察署に改称。
- 1990年（平成2年）1月：新築工事が完了した現庁舎にて業務開始。

## 組織
- 警務課
- 会計課
- 交通課
- 警備課
- 地域課
- 刑事組織犯罪対策課
- 生活安全課

## 交番
- 亀有駅北口交番（葛飾区亀有五丁目34番1号）
- 金町駅南口交番（葛飾区金町六丁目4番1号）
- 堀切七丁目交番（葛飾区堀切七丁目8番20号）
- 柴又交番（葛飾区柴又六丁目12番2号）
- 小菅交番（葛飾区小菅三丁目5番22号）
- 青戸交番（葛飾区青戸八丁目1番1号）
- お花茶屋交番（葛飾区お花茶屋二丁目5番18号）
- 亀有駅南口交番（葛飾区亀有三丁目25番1号）
- 柴又二丁目交番（葛飾区柴又二丁目3番6号）
- 東金町交番（葛飾区東金町七丁目5番5号）
- 西亀有交番（葛飾区西亀有二丁目30番3号）
- 水元公園前交番（葛飾区東水元三丁目1番3号）
- 金町駅北口交番（葛飾区東金町一丁目23番1号）
- 葛三橋交番（葛飾区水元公園8番1号）
- 南水元交番（葛飾区南水元三丁目6番2号）

## 駐在所
- 西水元駐在所（葛飾区西水元六丁目17番10号）
- 水元駐在所（葛飾区水元一丁目6番3号）
- 亀田橋駐在所（葛飾区高砂六丁目12番2号）
- 青戸北部駐在所（葛飾区青戸六丁目16番20号）
- 青戸南部駐在所（葛飾区青戸二丁目14番5号）

## 過去に存在した交番
- 十三橋交番（葛飾区西亀有一丁目33番9号） ※2007年（平成19年）3月で柴又交番に統合され廃止。現在は十三橋地域安全センターとなっている。

## こちら葛飾区亀有公園前派出所

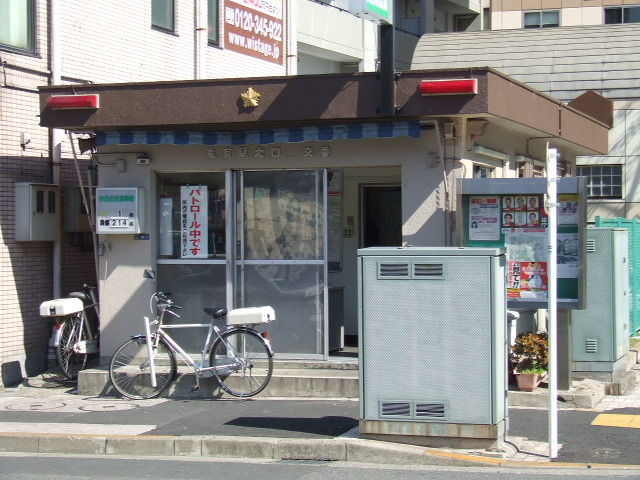
亀有公園前派出所に外観が似ていることで知られる亀有駅北口交番

秋本治の漫画『こちら葛飾区亀有公園前派出所』で主人公・両津勘吉の勤務する亀有公園前派出所は、連載開始時「亀有警察署」管内にあるという設定であったが、1990年代初頭、「亀有警察署」が実在していることを鑑みて（当時存在しなかった名である）「葛飾警察署」に設定変更。その後、2002年に「本田警察署」が「葛飾警察署」に改称されたのを受け（劇中では庁舎改築をきっかけに）「新葛飾警察署」へと再度改められた。なお、フジテレビにて放送されたアニメ版では、ひらがな表記の「かつしか警察署」となっており、外観は原作の物と異なり亀有警察署の現庁舎に酷似している。
また、本署管内の亀有駅北口交番は、亀有公園前派出所のモデルになった派出所（交番）であると語られることもあるが、秋本は「描いた当時は駅北口に交番があるのを知らなかった」「当時のスタンダードな交番の形を描いた」と語っており、モデル説を否定している。

## 主な未解決事件
- 柴又女子大生放火殺人事件（1996年9月の事件。当時上智大学に通っていた被害者女子大生が、母親が外出した直後の自宅に一人いたところを、不詳被疑者に侵入殺害され自宅に放火された。）
- 柴又四丁目歯科医師宅を狙った緊縛強盗事件（2000年12月の事件。中国籍の被疑者は2024年現在も逃亡中で、全国に指名手配されている[2]。）